# Eumerus afrarius
Eumerus afrarius är en tvåvingeart som beskrevs av Seguy 1961. Eumerus afrarius ingår i släktet månblomflugor, och familjen blomflugor.
Artens utbredningsområde är Algeriet. Inga underarter finns listade i Catalogue of Life.